# Mur de pierre de Tuominen
La Mur de pierre de Tuominen (finnois : Tuomisen kivimuuri) est un bâtiment construit à côté de la Cathédrale dans le quartier de Jussinkylä à Tampere en Finlande.

## Présentation
L'immeuble résidentiel de style Art Nouveau est conçu par Birger Federley pour Karl Arvid Tuominen.
La maison de quatre étages dispose de 38 appartements résidentiel et de quatre espaces commerciaux.